# Шават
Шават (фр. Chavatte) насеље је и општина у североисточној Француској у региону Пикардија, у департману Сома која припада префектури Мондидје.
По подацима из 2011. године у општини је живело 67 становника, а густина насељености је износила 35,45 становника/km². Општина се простире на површини од 1,89 km². Налази се на средњој надморској висини од 80 метара (максималној 95 m, а минималној 84 m).

## Демографија
| 1962. | 1968. | 1975. | 1982. | 1990. | 1999. | 2011. |
| ----- | ----- | ----- | ----- | ----- | ----- | ----- |
| 35    | 48    | 40    | 28    | 40    | 39    | 67    |

График промене броја становника у току последњих година